# Vitalij Gerasimov
Vitalij Petrovič Gerasimov (in russo Виталий Петрович Герасимов?; trascritto anche come Vitaly Petrovich Gerasimov; Kazan', 9 luglio 1977) è un generale russo.

## Biografia
Desideroso di intraprendere la carriera militare, ha frequentato la Scuola militare "Suvorov" di Kazan'.
Sempre a Kazan', si è diplomato nel 1999 presso la succursale della scuola avanzata comando carristi di Čeljabinsk, ha percorso la propria carriera da comandante di un plotone di carri armati a capo di stato maggiore di un battaglione corazzato, prendendo parte alla seconda guerra cecena, alle operazioni militari nel Caucaso Settentrionale e prestando servizio nel Distretto militare dell'Estremo Oriente. Successivamente, dopo aver frequentato dal 2005 al 2007 l'Accademia militare interforze, è stato messo al comando di un battaglione fucilieri motorizzati nel Distretto militare del Caucaso settentrionale per poi guidare il quartier generale della 74ª Brigata fucilieri motorizzata delle guardie.
Promosso colonnello nell'ottobre 2013, come tale viene messo al comando della 15ª Brigata fucilieri motorizzata. Gerasimov ha partecipato all'annessione della Crimea alla Russia nel 2014, venendo decorato e in seguito ha preso parte anche all'intervento militare russo nella guerra civile siriana. Durante questo periodo, il 11 giugno 2016 è stato insignito del grado di maggiore generale.
Tornato in Russia ha studiato Sicurezza Nazionale e Difesa dello Stato presso l'Accademia dello stato maggiore generale interforze dal 2017 al 2019. Diplomandosi, dal 2019 al 2020 è stato al comando della 90ª Divisione corazzata delle guardie venendo in seguito nominato primo vice comandante e capo di stato maggiore della 41ª Armata combinata.

### Guerra russo-ucraina
Secondo le autorità ucraine, Gerasimov sarebbe stato ucciso il 7 marzo 2022 vicino a Charkiv, durante l'invasione russa dell'Ucraina, insieme a diversi altri militari russi, alcuni dei quali rimasti feriti. Il gruppo olandese d'inchiesta Bellingcat, specializzato in OSINT, ha asserito di aver confermato la morte accedendo a un'intercettazione telefonica ucraina di comunicazioni russe, nonché tramite "una fonte russa. Il quotidiano britannico The Guardian, l'8 marzo, ha riferito che il Ministero della difesa ucraino «ha trasmesso quella che sosteneva essere una conversazione tra due ufficiali russi del FSB che discutevano della morte e si lamentavano che le loro comunicazioni sicure non funzionavano più all'interno dell'Ucraina».
La sua morte però è stata smentita da Mosca: il 23 maggio è stato insignito dell'Ordine del coraggio. Successivamente è stato nominato comandante della 36ª Armata combinata del Distretto militare orientale.
Il 10 giugno 2024 è stato presentato al capo del Tatarstan, Rustam Minnichanov, come nuovo comandante della Scuola superiore comando carristi di Kazan'.